# Ary de Vries
Ary Robert (Bob) de Vries (Amsterdam, 26 oktober 1905 - 10 november 1983) was een Nederlands kunsthistoricus en museumdirecteur.

## Levensloop
De Vries groeide op in Amsterdam en studeerde kunstgeschiedenis bij Willem Vogelsang aan de Universiteit Utrecht. Hij studeerde verder in Parijs (1927-28) en in Wenen (1929). Hij ondervond er de invloed van Karl Maria Swoboda, van Josef Strzygowski en vooral van Julius von Schlosser. Hij trok vervolgens naar Rome en werd er assistent in het Nederlandsch Historisch Instituut, geleid door Godefridus Johannes Hoogewerff. Hij promoveerde in 1934 tot doctor in de kunstgeschiedenis aan de universiteit van Utrecht met een proefschrift over de Noord-Nederlandse portretkunst in de zestiende eeuw.
In hetzelfde jaar werd hij staflid in het departement schilderwerken van het Rijksmuseum Amsterdam. 
Als Jood verloor hij na de Duitse inval in de Tweede Wereldoorlog zijn werk. In 1943 vluchtte hij naar Zwitserland. Later trok hij naar Londen, in dienst van de Nederlandse regering en werd belast met voorbereidingen om na de oorlog de geroofde kunstwerken te recupereren. Hij adviseerde ook over de personen die voor deze taak in aanmerking kwamen en opdrachten moesten krijgen in het kader van de Monuments Men (zie hierna).
In 1945 terug in Nederland, volgde hij Jan Gerrit van Gelder op als directeur van het Nederlands Instituut voor Kunstgeschiedenis en van het Rijksbureau voor Kunsthistorische Documentatie (RKD). Hij werd ook directeur van het Mauritshuis in Den Haag, in opvolging van Willem Martin. Hij verwierf een vijftigtal werken, die de museumcollectie van het Mauritshuis aanzienlijk verrijkten. Hieronder bevond zich een laat zelfportret van Rembrandt van Rijn.
In 1954 werd hij ook nog directeur van het Haagse Rijksmuseum H. W. Mesdag. 
In die jaren was hij actief betrokken bij de tentoonstellingen die de driehonderdste verjaardag van de dood van Rembrandt herdachten, enerzijds in het Rijksmuseum Amsterdam, anderzijds in het Museum Boymans in Rotterdam.
Zelf organiseerde hij in het Mauritshuis tentoonstellingen gewijd aan Hollandse meesterwerken in de collecties van de Britse kroon (1948), aan Jan Steen (1958), aan Vermeer (1966) en aan Goya (1970). 
In 1968 begon hij aan een interdisciplinaire studie van dertien authentieke en drie betwiste schilderijen van Rembrandt, die tot de collectie van het Mauritshuis behoorden. Hij werkte hiervoor samen met Magdi Tóth-Ubbens en W. Froentjes. 
In 1970 werd ter gelegenheid van zijn pensionering een tentoonstelling Vijfentwintig jaar aankopen georganiseerd. Door aankopen en giften kon De Vries zelfportretten, stillevens en architectuurtekeningen aan de collectie toevoegen. Hieronder bevond zich werk van Peter Paul Rubens, Frans Hals, Rembrandt van Rijn, Jan Steen en Pieter de Hooch. 
In 1973 was hij gastdocent aan de National Gallery of Art in Washington DC.

## Monuments Man
Toen na de oorlog talrijke Nederlandse kunstwerken, archieven en bibliotheken werden ontdekt in de verschillende Duitse en Oostenrijkse schuilplaatsen, werkte De Vries mee aan de identificatie en restitutie. Hij werd aldus lid van de geallieerde groep van Monuments Men. 
In juni 1945 was hij medeoprichter, samen met 'Monuments Man' David Röell van de Stichting Nederlands Kunstbezit. Als secretaris-directeur leidde De Vries een staf medewerkers die elk teruggebracht object onderzocht en gevolg gaf aan de aanspraken van burgers die hun eigendom terugeisten.

## Publicaties
- Het Noord-Nederlandsche portret in de tweede helft van de 16e eeuw, Amsterdam, Enum, 1934.
- Jan Vermeer van Delft, Amsterdam, Meulenhoff, 1939.
- Rembrandt: 1606-1956, Baarn, Het Wereldvenster, 1956.
- (samen met Magdi Tóth-Ubbens en W. Froentjes) Rembrandt in the Mauritshuis. An interdisciplinary study, Alphen aan den Rijn, Sijthoff & Noordhoff International Publishers B.V., 1978.